# 桂奉瑀
桂奉瑀（ケ・ボンウ、계봉우、1880年8月1日 - 1956年6月5日）は、ハングル学者、史家。게봉우とも書く。咸鏡南道出身。号は北愚。
1911年、間島へ亡命して同地で教員として勤務中、教育内容が反日的という理由で京城府へ押送され、3年間の獄苦を経験した。
三・一運動の後にはまた間島へ行った。1920年に韓人社会団に加入した。自由市惨変時に逮捕・釈放された。1922年にチタへ移住し、《새바람》を結成した。
ウラジオストクとハバロフスクで韓国語教材を編纂し、同地でハングルを教えた。
1937年の強制移住後にはクズロルダへ移住した。

## 参考サイト
- 네이버 캐스트 : 오늘의 인물 - 계봉우[リンク切れ]